# بندر دوحه (کویت)
بندر دوحه (به عربی: میناء الدوحة) یک منطقهٔ مسکونی در کویت است که در استان عاصمه واقع شده‌است. بندر دوحه ۵۷۳ نفر جمعیت دارد.